# Speed Demos Archive
 (décembre 2017).
Si vous disposez d'ouvrages ou d'articles de référence ou si vous connaissez des sites web de qualité traitant du thème abordé ici, merci de compléter l'article en donnant les références utiles à sa vérifiabilité et en les liant à la section « Notes et références ».
Speed Demos Archive (communément connu sous le nom de SDA) est un site consacré aux speedruns de  jeux vidéo. SDA met à disposition des vidéos téléchargeables de haute qualité de speedruns, ainsi que les temps des speedruns et les méthodes. Il dispose actuellement des speedruns de plus de 1 200 jeux, et est régulièrement mis à jour.
SDA organise également chaque année deux marathons, Awesome Games Done Quick (AGDQ) et Summer Games Done Quick (SGDQ), qui récoltent des fonds pour des ONG. Il a jusqu'ici accueilli vingt-cinq marathons, et a levé plus de 23 millions de dollars pour divers organismes de bienfaisance, dont plus de 3 millions de dollars à SGDQ 2019.

## Historique
Le site était à l'origine une archive vidéo de speedruns du jeu Quake. SDA a été créé par Nolan "Radix" Pflug de Pittsburgh, en Pennsylvanie, en fusionnant avec un autre site créé par Gunnar et Jesse en avril 1998. En 2004, après le succès de son propre speedrun à 100 % de complétion du jeu Metroid Prime, Radix a élargi SDA pour inclure les vidéos d'autres jeux. Mike Uyama devient en 2006 l'administrateur du site. C'est en janvier 2010 que SDA crée son premier marathon de charité, Classic Games Done Quick, rapportant de plus de 10 000 $ pour l'association CARE.

## Contenu
En décembre 2017, SDA héberge les vidéos de speedrun vidéos de près de 1 300 jeux. Les vidéos sont toutes disponibles au téléchargement, la plupart en plusieurs qualités vidéos. Le site comprend des vidéos de nombreux jeux populaires comme Mega Man, Metroid, The Legend of Zelda, Super Mario Bros. ou Sonic the Hedgehog.
Les speedruns postés sur SDA sont soumis à un processus de vérification où les membres de la communauté qui connaissent le jeu concerné regardent la vidéo et vérifient sa qualité, que ce soit en termes de gameplay ou de qualité vidéo, et s'assurent qu'elle respecte les règles de SDA.

### Règles
SDA accepte trois types de speedruns :
- Segmented, où les runs sont composées de plusieurs parties en utilisant le système de sauvegarde du jeu. Puisqu'on attend de ces runs une plus grande qualité, elles sont soumises à un contrôle plus grand.
- Single-segment, où le jeu est complété en une seule fois de son début à sa fin. Le redémarrage du jeu n'est pas autorisé en single segment, sauf dans le cas où un redémarrage est obligatoire pour continuer.
- Single-segment avec resets; catégorie similaire au single-segment, mais où les redémarrages sont autorisés. C'est le staff qui décide si un jeu est éligible ou non à l’existence de cette catégorie.
- Tool-assisted speedrun, un speedrun réalisé en utilisant un émulateur permettant de travailler image par image.